# Hamurabi

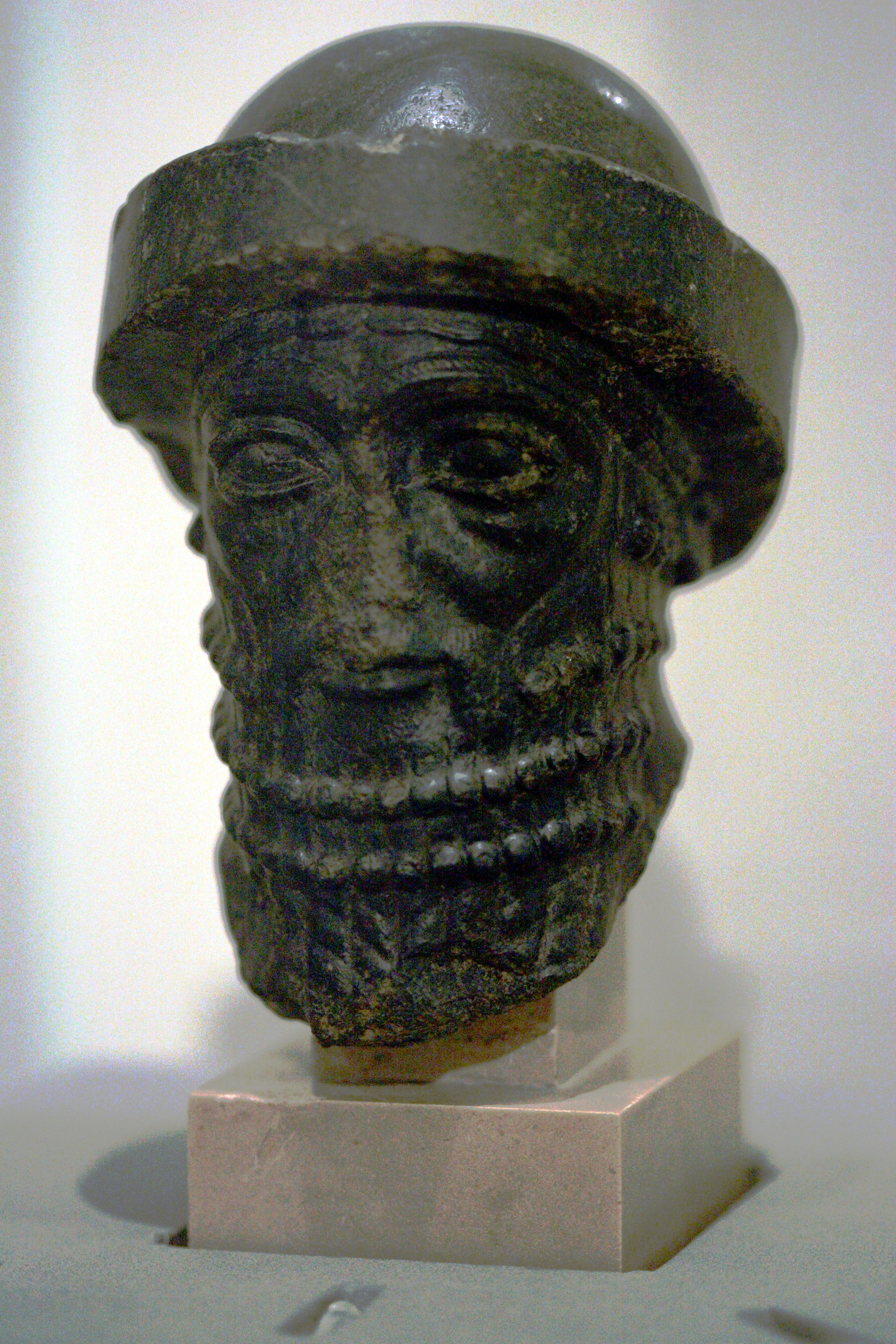
Cabeça real datada no, que provavelmente seja pertencente ao rei Hamurabi.

Hamurabi ou Hamurapi (em acádio: 𒄩𒄠𒈬𒊏𒁉; romaniz.: ha-AM-mu-ra bi; em amorita: 'Ammurāpi, lit.  "Amu é grande") foi o sexto rei babilônico importante no século XVIII a.C. Era filho de Sim-Mubalite e assumiu o poder quando era jovem. Havia reinado de 1 728 até 1 686 a.C. ou 1 792 até 1 750 a.C., com duração de 42 anos.

## Reinado

Mapa do Império Paleobabilônico, que traz as conquistas de Hamurabi em suas campanhas desde sua ascensão até sua morte.

Hamurabi começou a exercer suas funções reais iniciando com uma cidade babilônica, que era uma das concorrentes pelo poder na Mesopotâmia, mas por ter um império habilidoso, ele começou a fazer suas campanhas no norte e sul da Mesopotâmia. No sul, Hamurabi derrotou a Rim-Sim I (r. 1758–1699 a.C.) de Larsa e tomou sua cidade. Em 1 764 a.C., Hamurabi lidou com uma coalizão da Assíria, Esnuna e Elão, que eram as principais potências a leste do rio Tigre, cuja posição ameaçava bloquear seu acesso às áreas de produção de metal do Irã. No sul, o rei babilônico tomou a Mari derrotando Zinrilim (r. 1775–1761 a.C.), último rei daquele reino.
Dois anos depois, Hamurabi teve que dirigir seus exércitos para o leste pela terceira vez (1757–1755 a.C.). A destruição final de Esnuna durante esta campanha provavelmente provou ser uma vitória de Pirro, porque removeu uma zona-tampão entre a Babilônia e os povos do leste (entre eles provavelmente os cassitas, que assumiriam Babilônia daqui a 160 anos). Durante seus últimos dois anos, Hamurabi teve que se concentrar na construção de fortificações de defesa. Naquele momento, ele já estava doente e morreu por volta de 1 750 a.C., deixando o reino para o seu filho, Samsiluna.

### Código de Hamurabi

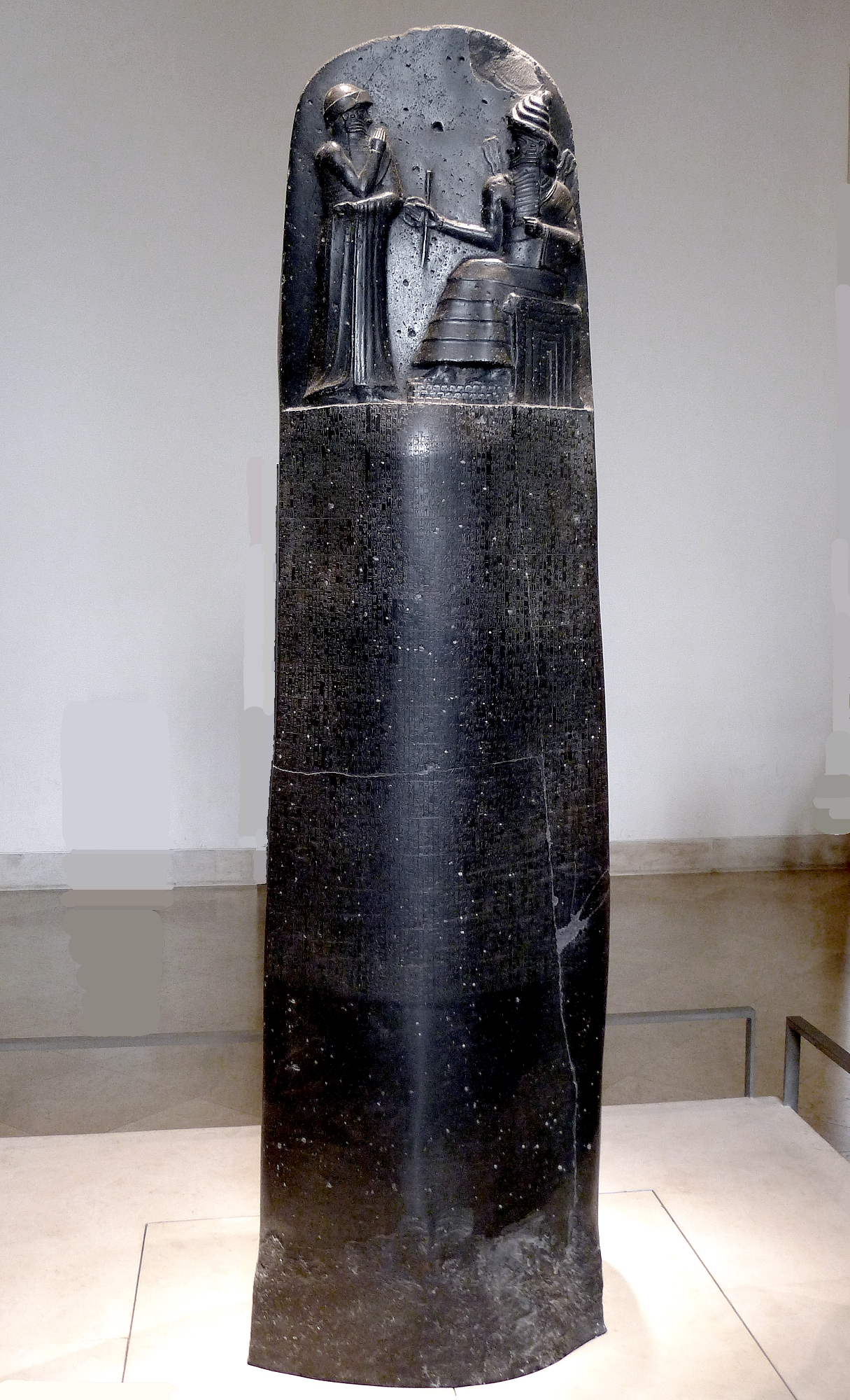
Código de Hamurabi exposto no Museu do Louvre.

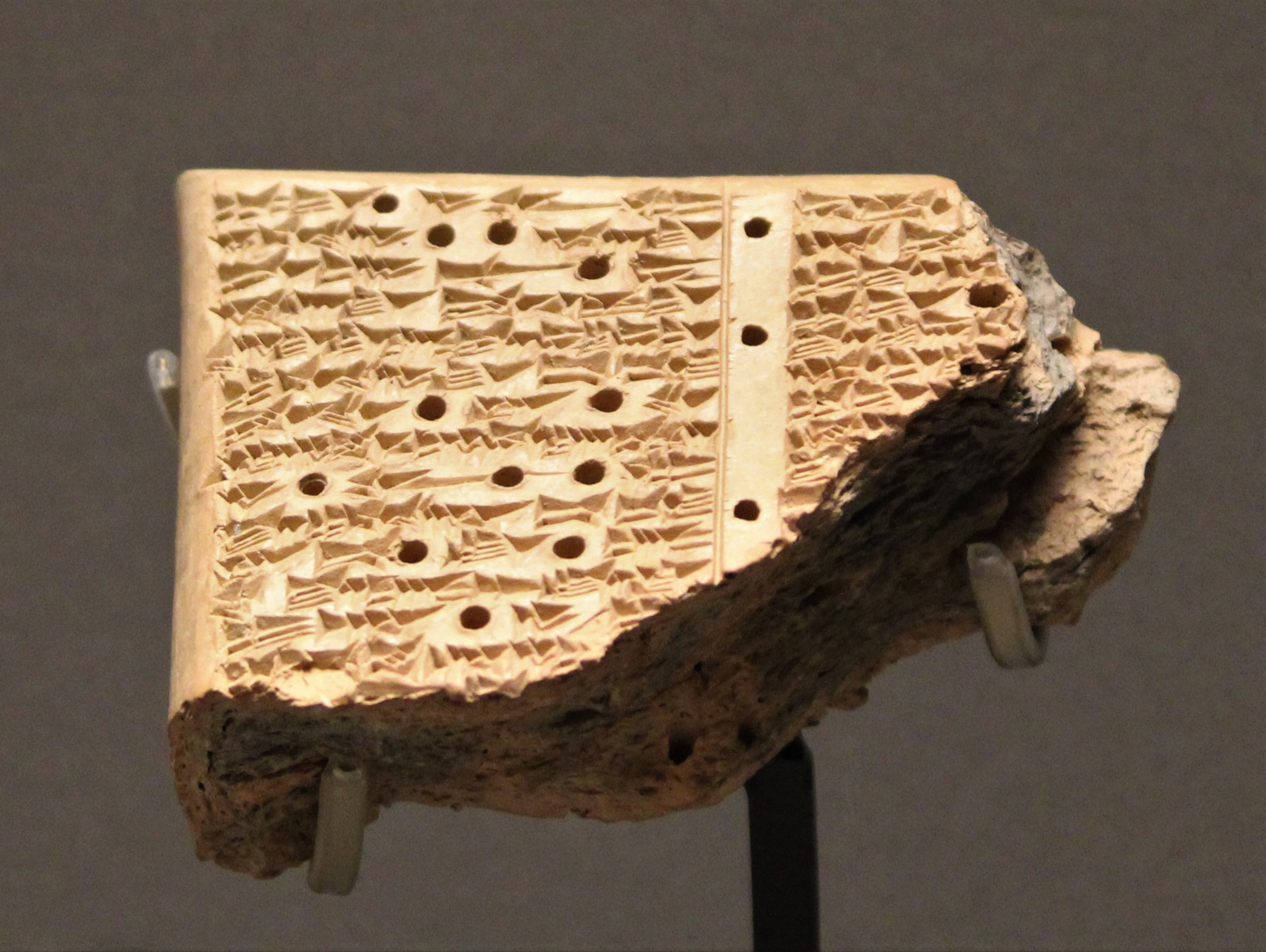
Fragmento copiado do Código de Hamurabi encontrado em Nínive na Biblioteca de Assurbanípal.

Em 1 754 a.C., Hamurabi ordenou erigir um enorme obelisco feito de basalto com 282 artigos, que ficou conhecido como o Código de Hamurabi. A maioria das provisões do código referem-se às três classes sociais:
- Awelum (lit.  "filho do homem") - significava a classe mais alta, ou seja, de homens livres, que era merecedora de maiores compensações por injúria, mas que por outro lado arcava com as multas mais pesadas por ofensas;
- Mushkenum (lit.  "cidadão livre") - estágio inferior, mas de menor status e obrigações mais leves;
- Wardum (lit.  "escravo marcado") - escravo que, no entanto, podia ter propriedade.

O código, além disso, referia-se também ao comércio, à família, ao trabalho e à propriedade. Quanto às leis criminais, que vigorava a lei de talião, a pena de morte era largamente aplicada, seja na fogueira, na forca, seja por afogamento ou empalação.